# Хайльман, Хорст
Хорст Хайльман (нем. Horst Heilmann; 15 апреля 1923 года, Дрезден, Германия — 22 декабря 1942 года, Берлин, Германия) — радист вермахта, антифашист, участник движения Сопротивления во время Второй мировой войны.

## Биография
Хорст Хайльман был сыном профессора Адольфа Хайльмана. Получив аттестат зрелости, поступил на службу в вермахт, затем его перевели в абвер. Он переехал в ставку верховного главнокомандования в Берлине (ОКХ, инспекторат 7/VI, реферат 12, «Referat Vauck»), одновременно у него появилась возможность учиться на международном факультете Германской академии политики при Берлинском университете. В стенах этого учреждения в 1939—1940 годах образовалась активная группа антифашистов из преподавателей и студентов. Среди них были профессор Альбрехт Хаусхофер и студент Райнер Хильдебрандт.
Его друг Харро Шульце-Бойзен ввёл его в берлинскую группу борцов Сопротивления. В конце августа 1942 года Хорст Хайльман по службе получил перехваченное и расшифрованное советское сообщение с именами: Харро Шульце-Бойзена, Джона Грауденца, Арвида Харнака, Адама Кукхофа, и пытался предупредить их. Но в скором времени более чем 120 членов движения сопротивления были арестованы.
19 декабря 1942 года Имперский военный трибунал приговорил его к смертной казни. Хорст Хайльман был обезглавлен 22 декабря 1942 года в тюрьме Плётцензее в Берлине.
Его выживший соратник по борьбе с нацизмом — Райнер Хильдебрандт, написал в своих мемуарах: «Мои лучшие друзья, Альбрехт Хаусхофер и Хорст Хайльман, погибли в нацистском рейхе». Петер Вайс написал о нём в своём романе «Эстетика сопротивления».
В Лейпциге, Берлине, Гаале (Заале), Амесдорфе в Ашерслебене, и Бернбурге (Заале) его именем названы улицы. Во дворе Берлинского университета имени Гумбольдта в 1976 году в честь него установлена мемориальная плита.

### Беллетристика
- Knud Romer: Wer blinzelt, hat Angst vor dem Tod. Suhrkamp, Frankfurt 2007, ISBN 978-3-458-17360-1
- Peter Weiss: Die Ästhetik des Widerstands. Frankfurt (Main) 1988, ISBN 3-518-11501-4